# 3DNow!
3DNow!（據說是“3D No Waiting!”的縮寫）是由AMD開發的一套SIMD多媒體指令集，支持單精度浮點數的矢量運算，用於增强x86架構的電腦在三维圖像處理上的性能。

## 历史
1996年Intel首先推出了支持MMX的Pentium处理器，极大地提高了CPU处理多媒体数据的能力，被广泛地应用于语音合成、语音识别、音频视频编解码、图像处理和串流媒体等领域。但是MMX只支持整数运算，浮点数运算仍然要使用传统的x87协处理器指令。由于MMX与x87的寄存器相互重叠，在MMX代码中插入x87指令时必须先执行EMMS指令清除MMX状态，频繁地切换状态将严重影响性能。这限制了MMX指令在需要大量浮点运算的程序，如三维几何变换、裁剪和投影中的应用。
另一方面，由于x87古怪的堆栈式暫存器结构，使得硬件上将其流水线化和软件上合理调度指令都很困难，这成为提高x86架构浮点性能的一个瓶颈。
为了解决以上这两个问题，AMD公司于1998年推出了包含21条指令的3DNow!指令集，并在其K6-2处理器中实现。K6-2是第一个能执行浮点SIMD指令的x86处理器，也是第一个支持水平浮点寄存器模型的x86处理器。借助3DNow!，K6-2实现了x86处理器上最快的浮点单元，在每个时钟周期内最多可得到4个单精度浮点数结果，是传统x87协处理器的4倍。许多游戏厂商为3DNow!优化了程序，微软的DirectX 7也为3DNow!做了优化，AMD处理器的游戏性能第一次超过Intel，这大大提升了AMD在消费者心目中的地位。K6-2和随后的K6-III成为市场上的热门货。
1999年，随着Athlon处理器的推出，AMD为3DNow!增加了5条新的指令，用于增强其在DSP方面的性能，它们被称为“扩展3DNow!”（Extended 3DNow!）。
为了对抗3DNow!，Intel公司于1999年推出了SSE指令集。SSE几乎能提供3DNow!的所有功能，而且能在一条指令中处理两倍多的单精度浮点数；同时，SSE完全支持IEEE 754，在处理单精度浮点数时可以完全代替x87。这迅速瓦解了3DNow!的优势。
1999年后，随着主流操作系统和软件都开始支持SSE并为SSE优化，AMD在其2000年发布的代号为“Thunderbird”的Athlon处理器中添加了对SSE的完全支持（第一代的Athlon或K7只支持SSE中与MMX有关的部分，AMD称之为“扩展MMX”即Extended MMX）。随后，AMD致力于AMD64架构的开发；在SIMD指令集方面，AMD跟随Intel，为自己的处理器添加SSE2和SSE3支持，而不再改进3DNow!。
2010年8月，AMD宣布将在新一代处理器中取消除了两条数据预取指令之外3DNow!指令的支持，并鼓励开发者将3DNow!代码重新用SSE实现。

## 支持检测
支持3DNow!的CPU的CPUID扩展功能字（EAX=80000001h时执行CPUID指令得到的EDX的内容）的（从低位到高位）第31位为1。支持扩展3DNow!的CPU的CPUID扩展功能字的（从低位到高位）第30位为1。
K6-2至K10之间AMD所有的x86处理器都支持3DNow!，包括Athlon 64、Opteron和Sempron处理器；AMD将3DNow!从Ryzen、AMD FX處理器移除；Cyrix等一些其他厂家生产的某些处理器也支持3DNow!；但Intel生产的所有处理器都不支持3DNow!。

## 执行环境
3DNow!指令的执行环境与MMX一样，都是将8个x87寄存器ST0～ST7的低64位重命名为MMX寄存器MM0～MM7，并依平坦模式进行操作（即指令可以任意访问这8个寄存器中的任何一个而不必使用堆栈）。
由于3DNow!使用的寄存器与x87寄存器重叠，任务切换时，保存x87寄存器状态的同时也保存了3DNow!的状态，所以3DNow!不需要操作系统的额外支持。只要CPU支持3DNow!，含有3DNow!代码的程序可以在只考虑到x87状态的原有的操作系统上不加修改地运行。
由于3DNow!依平坦模式访问寄存器，对3DNow!浮点单元的管线化变得容易，这也利于编译器生成高效的浮点代码。

## 3DNow!指令集
3DNow!和扩展3DNow!的26条指令从功能上可以分为以下五类。

### 单精度浮点运算指令
此类指令的操作数均为64位，其高32位和低32位分别是IEEE 754格式的单精度浮点数。大部分指令一次可接受两个这样的操作数，并得到两个单精度浮点数的结果。它们的汇编语言助记符都以PF开头。
3DNow!还包含有计算单精度倒数和开方倒数的指令，并可以依程序需要，得到12位精度和24位精度的结果。这些指令一次只能处理一个单精度浮点数。
3DNow!的一个特色是可以将同一寄存器內的64位操作数中的两个单精度浮点数相加或相乘，这在复数运算和内积运算中非常有用。Intel直到最近才在SSE3指令集中增加了这项功能，称之为“水平操作”。
为了保证与旧有操作系统的兼容性，与MMX指令一样，3DNow!指令不引发任何算术异常。3DNow!指令不会生成也不能正确处理NaN和非规格化数，也不支持指定捨入模式。因此3DNow!并不是IEEE 754的一个完整实现，即使是只涉及单精度浮点数时也不能完全代替x87。

### 增强的MMX指令
PAVGUSB用于求64位紧缩字节（8×8位字节）的平均值，可用于视频编码中的像素平均和图像缩放等。可能是意识到这个功能的重要性，Intel在SSE中添加了功能完全相同的PAVGB指令。
PMULHRW则用来补充MMX指令PMULHW的不足，在紧缩字（4×16位字）相乘时可以得到比后者更准确的结果。Intel直到最近才在SSSE3中增加了功能相似的指令PMULHRSW。
PSWAPD指令用于交换紧缩双字（2×32位字）中两个双字数据的位置。

### 数据类型转换指令
PF2ID、PI2FD等4条指令用于完成整数和单精度浮点数之间的相互转换。

### 数据预取指令
PREFETCH/PREFETCHW指令用于把将要使用到的数据从主記憶體提前載入快取中，以减少访问主記憶體的指令执行时的延迟。Intel在SSE中添加了类似的PREFETCHTx指令

### 快速退出MMX状态指令
FEMMS指令与MMX中的EMMS功能相同，用于退出MMX状态。在K6-2和K6-III处理器中，FEMMS比EMMS更快；在Athlon及更新的处理器中，FEMMS等同于EMMS。